# Bruce Kimball
Bruce Kimball, född den 11 juni 1963 i Ann Arbor, Michigan, är en amerikansk simhoppare.
Han tog OS-silver i höga hopp i samband med de olympiska simhoppstävlingarna 1984 i Los Angeles.